# セスルームニル
セスルームニル（古ノルド語: Sessrúmnir）は北欧神話の愛の女神フレイヤが住んでいる宮殿フォールクヴァング(Fólkvangr)にある広い広間及び船の名前である。

## 解説
フレイヤは主神のオーディンと戦死者を分け合う権利を持っていた。『スノッリのエッダ』第一部『ギュルヴィたぶらかし』によれば、ワルキューレを率いて戦場に赴いては死んだ戦士（エインヘリャル）をフォールクヴァングに運んで、このセスルームニルの広間で勇敢な戦士を選び取ったという。そこで選ばれなかった戦士がオーディンが住むヴァルハラに迎え取るといわれている。

## 備考
このようにまるでオーディンの妻のような権限を持っていることから、フレイヤをオーディンの妻フリッグと同一視する解釈や、フレイヤと夫オーズがフリッグとオーディンの若い頃を指しているという解釈もある。また、戦死者をセスルームニルで選ぶことから、フレイヤをワルキューレの頭（かしら）と考える研究者もいる。